# Tam Tiến (Quảng Nam)
Tam Tiến is een xã in het district Núi Thành, een van de districten in de Vietnamese provincie Quảng Nam. Tam Tiến heeft ruim 11.300 inwoners op een oppervlakte van 20,91 km².

## Geografie en topografie
Tam Tiến ligt op de noordelijke oever van de Tam Kỳ. De Trường Giang stroomt door Tam Tiến. In het oosten ligt de Zuid-Chinese Zee.